# Theodore Sedgwick
Theodore Sedgwick (ur. 9 maja 1746 roku w West Hartford w Connecticut – zm. 24 stycznia 1813 roku w Bostonie) – amerykański prawnik i polityk z Massachusetts.
W 1776 roku podczas wojny o niepodległość Stanów Zjednoczonych brał udział w ekspedycji wojennej przeciwko Kanadzie.
W latach 1785, 1786 i 1788 był delegatem na Kongres Kontynentalny.
W latach 1789–1796 reprezentował stan Massachusetts w Izbie Reprezentantów Stanów Zjednoczonych. Podczas pierwszej i drugiej kadencji Kongresu Stanów Zjednoczonych reprezentował czwarty okręg wyborczy w tym stanie, podczas trzeciej kadencji Kongresu reprezentował drugi okręg wyborczy, a do czwartej kadencji został wybrany z pierwszego okręgu wyborczego.
W czerwcu 1796 roku zrezygnował ze swojego mandatu w izbie reprezentantów i jako federalista został wybrany do Senatu Stanów Zjednoczonych, gdzie do 1799 roku reprezentował stan Massachusetts. W 1798 roku przez część piątej kadencji Kongresu Stanów Zjednoczonych pełnił funkcję przewodniczącego pro tempore Senatu Stanów Zjednoczonych.
Na szóstą kadencję Kongresu Stanów Zjednoczonych powrócił do Izby Reprezentantów Stanów Zjednoczonych jako przedstawiciel pierwszego okręgu wyborczego w Massachusetts. Powierzono mu wówczas funkcję Spikera Izby Reprezentantów Stanów Zjednoczonych, którą pełnił w latach 1799–1801.
Po upłynięciu kadencji opuścił kongres, aby zostać jednym z sędziów sądu najwyższego stanu Massachusetts. Stanowisko to piastował od 1802 roku, aż do śmierci w 1813 roku.